# 알마 데 이에로
《알마 데 이에로》(스페인어: Alma de hierro)은 2008년 방영된 멕시코의 텔레노벨라이다.